# Діти кукурудзи 2: Остання жертва
«Діти кукурудзи 2: Остання жертва» (англ. Children of the Corn: The Final Sacrifice) — американський фільм жахів 1992 року режисера Девіда Прайса, сиквел екранізації однойменної повісті Стівена Кінга.

## Слоган
Справжній кошмар для дорослих!Оригінальний текст (англ.)
The ultimate adult nightmare!
Ці діти залишилися самі вдома. Але їхні батьки не повернулися.Оригінальний текст (англ.)
These children are home alone, too. But their parents won’t be coming back.

## Сюжет
Берт і Вікі (головні персонажі першого фільму), дзвонять в поліцію. Поліція виявила, що всі дорослі міста Гетлін мертві і вирішує долю дітей: їх поселять у місті Гемінгфорд.
Джон Гаррет — журналіст, їде в місто Гемінгфорд, щоб написати для газети статтю про події в місті Гетлін. Він бере з собою свого сина Денні, з яким у нього напружені відносини. Незабаром Джон зустрічає жінку на ім'я Анджела Кежуал, у них з'являється взаємне почуття. Анджела усиновляє підлітка Міка. Джон з сином переїжджають до Анджел.
Гуляючи по місту, Денні зустрічає дівчину на ім'я Лейсі, у них виникають романтичні стосунки. Біля міста бурхливими темпами починає зростати кукурудза, приїжджають кореспонденти, і кукурудза вбиває їх. На Міка, який гуляє біля кукурудзи, раптово нападає демон. Міка стає одержимим вбивствами дорослих, він починає продовжувати ідеї Ісаака. Міка збирає послідовників, вони вбивають місіс Берк (вона врятувалася від різанини в місті Гетлін), після чого вони вбивають її сестру та доктора Річарда Епплбі. Денні свариться з батьком, після сварки він і Міка стають друзями. Денні все більше, і більше йде в релігію кукурудзи. Джон зустрічає індіанця Френка Редбера, той показує йому плоди зіпсованої кукурудзи, яку хочуть продати, Джон розуміє, що ці вбивства не випадкові: діти знову взялися за своє.
Секта дітей спалює міську думу, коли там знаходиться велика частина населення міста. Денні вирішує вступити в секту «того, хто обходить ряди», Міка влаштовує випробування Денні: він повинен убити свою кохану Лейсі і Анджел Кежуал. На кукурудзяному полі Денні вирішує зробити це, але на тракторі приїжджає його батько і індіанець. Денні стає колишнім, Джон звільняє Лейсі і Анджел, Френка смертельно ранить, але він включає трактор, Міка потрапляє під нього і гине, трактор вибухає і поле згорає. Джон, Денні, Анджела і Лейсі їду з міста.
На завершення показують дух Френка, він намалював на камені поле і сонце, і промовивши «Дух розкриє ряди кукурудзи, хто розкриє істину в собі», йде в ліс і зникає.

## У ролях
- Райн Боллман — Міка
- Теренс Нокс — Джон Гаррет
- Пол Шеррер — Денні Гаррет
- Крісті Кларк — Лейсі Геллерстарт
- Марті Террі — місіс Рубі Берк
- Розалінд Аллен — Анджела Кежуал
- Нед Ромеро — Френк Редбер
- Ед Грейді — доктор Річард Епплбі
- Воллес Мерк — шериф Блейн
- Джон Беннес — преподобний Голлінгс

## Саундтрек
1. Main Title (Red Bear’s Theme) (2:28)
2. The Waterfall / Micah’s Transformation (3:22)
3. Love In The Corn (2:08)
4. Nosebleed (2:23)
5. On The Porch, At The Table, In The Circle (3:50)
6. Doc Appleby (3:24)
7. A Combine And A House (6:12)
8. Stalking The Newsvan (3:05)
9. Danny And Lacy Kiss (2:33)
10. Hallfire Suite (6:18)
11. Ring Sacrifice / Finale (4:29)
12. Children Of The Corn (End Credits) (2:55)